# Rio Deva
Rio Deva este o arie protejată (arie specială de conservare — SAC, sit de importanță comunitară — SCI) din Spania întinsă pe o suprafață de 405,5 ha, integral pe uscat.

## Localizare
Centrul sitului Rio Deva este situat la coordonatele 43°09′16″N 4°40′37″W / 43.1544°N 4.677°V.

## Înființare
Situl Rio Deva a fost declarat sit de importanță comunitară în decembrie 1997 pentru a proteja 2 specii de plante și 13 specii de animale. Situl a fost protejat și ca arie specială de conservare în decembrie 2015.

## Biodiversitate
Situată în ecoregiunea atlantică, aria protejată conține 18 habitate naturale: Păduri de fag acidofile atlantice, cu subarboret de Ilex și, uneori, de asemenea, Taxus, la nivelul arbuștilor (Quercion robori-petraeae sau Ilici-Fagenion), Păduri aluvionare cu Alnus glutinosa și Fraxinus excelsior (Alno-Padion, Alnion incanae, Salicion albae), Păduri de stejar sau de stejar și carpen sub-atlantice și medio-europene de Carpinion betuli, Pante stâncoase silicioase cu vegetație casmofită, Estuare, Pajiști uscate europene, Pajiști uscate seminaturale și facies de acoperire cu tufișuri pe substraturi calcaroase (Festuco-Brometalia) (* situri importante pentru orhidee), Păduri de Quercus ilex și Quercus rotundifolia, Pante stâncoase calcaroase cu vegetație casmofită, Terase mlăștinoase și terase nisipoase neacoperite de apă la reflux, Păduri de stejar galițio-portugheze cu Quercus robur și Quercus pyrenaica, Bancuri de nisip acoperite în permanență slab de apă marină, Pășuni atlantice udate de apa mării (Glauco-Puccinellietalia maritimae), Estuare, Grohotișuri termofile și vest-mediteraneene, Lande oro-mediteraneene cu formațiuni endemice de grozamă, Terase mlăștinoase și terase nisipoase neacoperite de apă la reflux, Pășuni atlantice udate de apa mării (Glauco-Puccinellietalia maritimae).
La baza desemnării sitului se află mai multe specii protejate:
- plante (2): Narcissus pseudonarcissus subsp. nobilis, Woodwardia radicans
- mamifere (2): Galemys pyrenaicus, vidră de râu (Lutra lutra)
- nevertebrate (9): Austropotamobius pallipes, croitorul mare al stejarului (Cerambyx cerdo), Coenagrion mercuriale, Elona quimperiana, fluturele de noapte (Eriogaster catax), fluturele auriu (Euphydryas aurinia), rădașcă (Lucanus cervus), Phengaris nausithous, Rosalia alpina
- pești (2): Petromyzon marinus, somonul (Salmo salar)